# Tracheplexia schista
Tracheplexia schista là một loài bướm đêm trong họ Noctuidae.